# ワトソンタウン
ワトソンタウン (Watsontown) は、アメリカ合衆国ペンシルベニア州ノーサンバーランド郡にある町である。2000年現在の人口は2,255人。

## 地理
ワトソンタウンは北緯41度0分57秒、西経76度51分48秒にある。アメリカ国勢調査局によると、ワトソンタウンの総面積は2.4km2で、1.8 km2 が陸地であり、0.6 km2 が水に覆われている。

## 人口
2000年の国勢調査によると、ワトソンタウンの人口は2,255人であり、967世帯、591家族が居住している。人口密度は1平方キロメートルあたり1,226.3人である。1,017軒の家があり、1平方キロメートルあたり553.1軒の家が建っている。町の人種構成は、98.67%が白人、0.40%が黒人ないしアフリカ系アメリカ人、0.18%がアメリカ先住民、0.13%がアジア人、0.13%が太平洋諸島系、0.09%がその他の人種であり、0.40%は混血である。人口の0.35%はラテン系である。
全世帯の25.1%には18歳未満の子供が同居しており、48.5%は夫婦で一緒に生活している。10.1%は夫のいない女性が世帯主であり、38.8%は独身である。全世帯の33.2%は一人暮らしであり、15.9%が65歳以上である。平均世帯人数は2.21人、平均家族人数は2.81人である。
ワトソンタウンの人口は、21.1%が18歳未満、18歳以上24歳以下が7.2%、25歳以上44歳以下が27.3%、45歳以上64歳以下が23.1%、65歳以上が21.3%である。年齢の中央値は41歳である。女性100人に対して男性は79.3人であり、18歳以上の100人の女性に対して男性は79.6人である。
町の1世帯あたりの平均収入は31,094ドルであり、1家族あたりの平均収入は37,065ドルである。男性の平均収入が30,648ドルに対し、女性の平均収入は20,972ドルである。1人あたりの収入は16,110ドルである。人口の11.2%（全家族の8.4%）が極貧層である。18歳以下の住民の15.7%、65歳以上の住民の10.6%は貧しい生活を送っている。